# Lacus Bonitatis

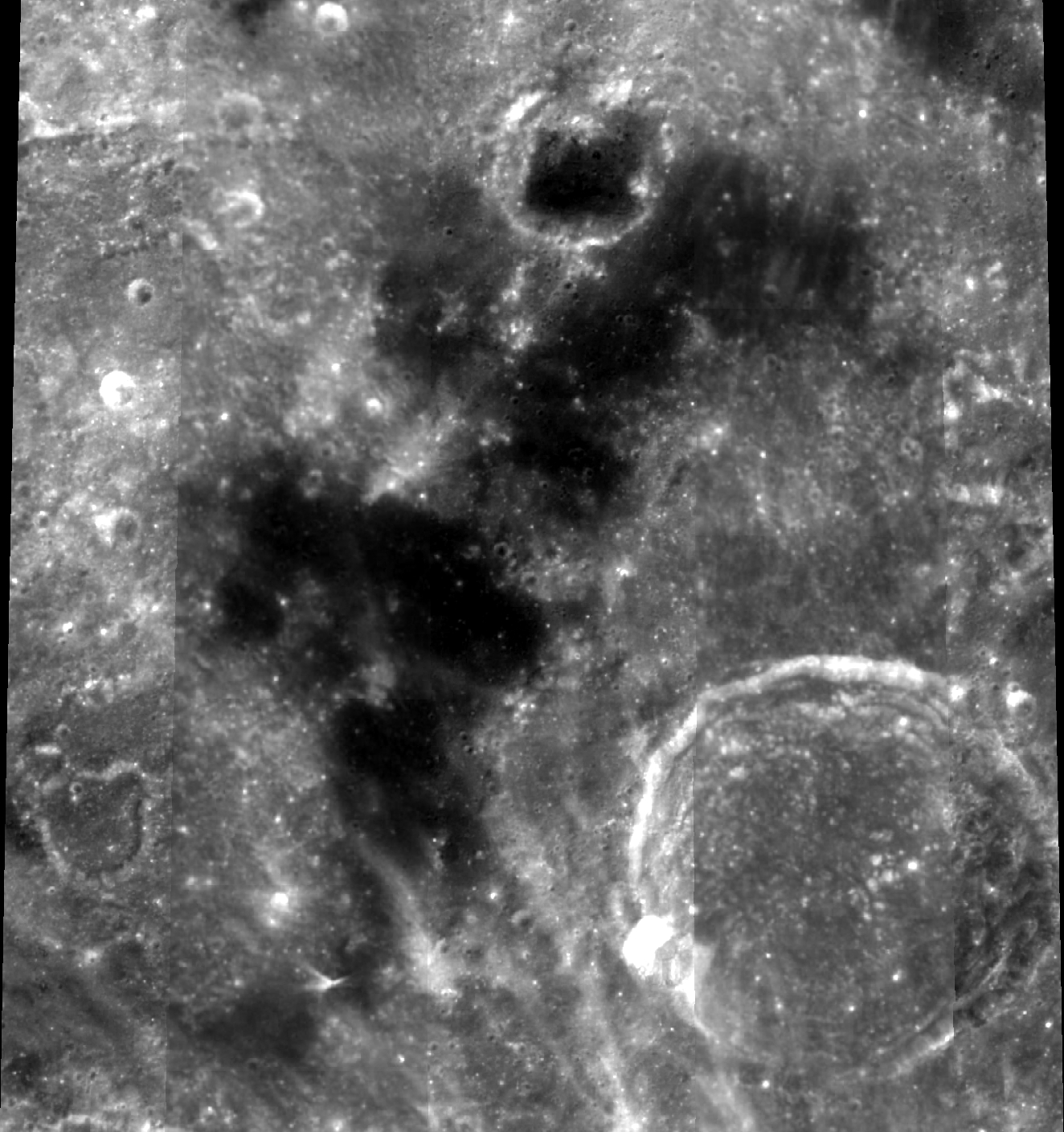
Lacus Bonitatis. Velký kráter v pravém dolním rohu je kráter Macrobius.

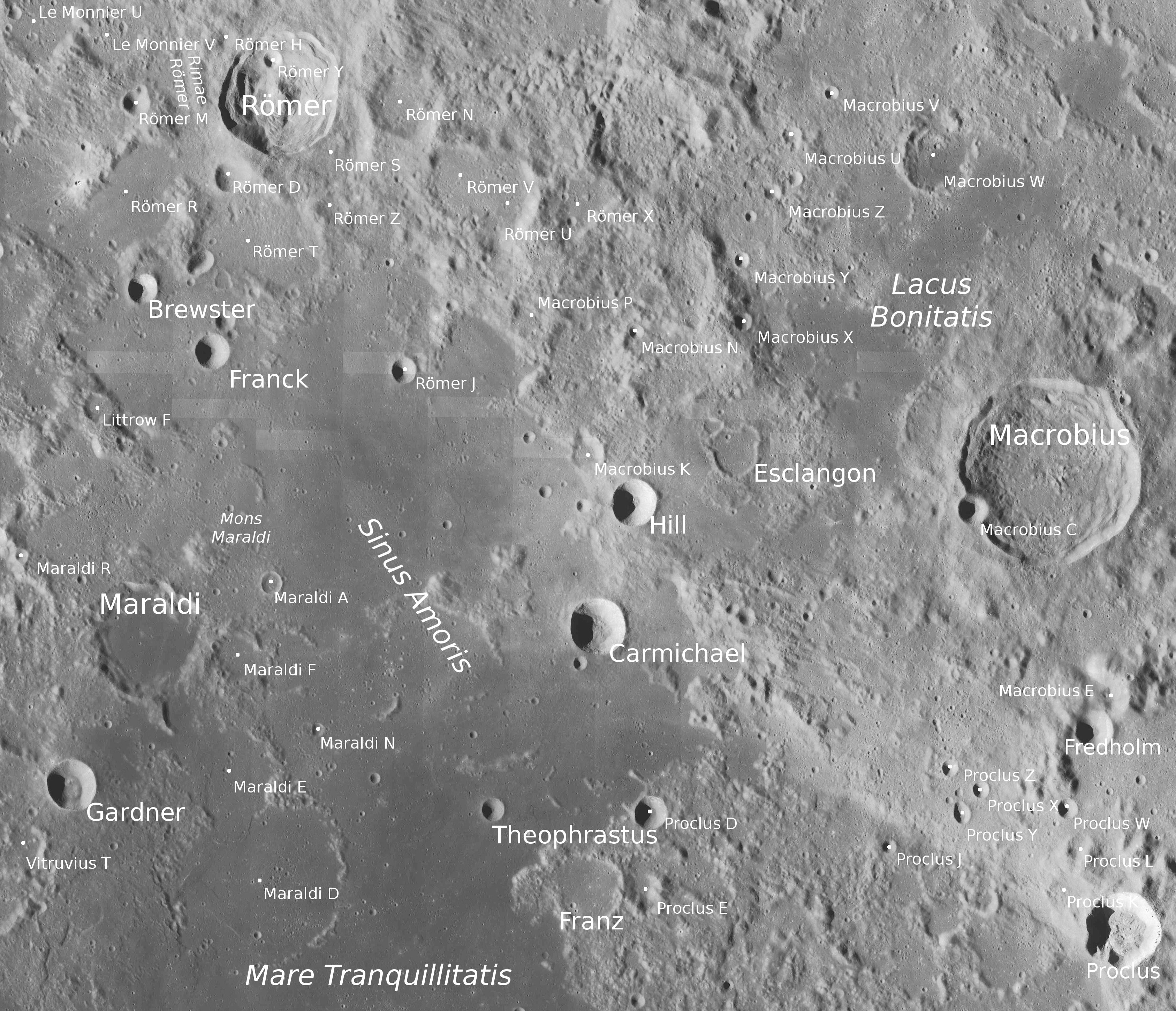
Poloha moře Lacus Bonitatis.

Lacus Bonitatis (česky Jezero štědrosti nebo Jezero dobra nebo Jezero laskavosti) je malé měsíční moře s nepravidelným okrajem východně od zálivu Sinus Amoris (Záliv lásky) na přivrácené straně Měsíce, které má v průměru cca 130 km. Střední selenografické souřadnice jsou 23,2° S a 44,3° V.
Na severozápadě jej ohraničuje pohoří Montes Taurus, na jihovýchodě leží výrazný kráter Macrobius. Jižně se nachází Palus Somni (Bažina spánku).